# روبر فوریسون
روبر فوریسون با نام کامل "روبر فوریسون آیتکن" (به فرانسوی: Robert Faurisson Aitken) (متولد ۲۵ ژانویهٔ ۱۹۲۹ -درگذشته ۲۱ اکتبر ۲۰۱۸) مورخ و استاد سابق دانشگاه‌های سوربن و لیون فرانسه بود.

## اقدامات

### تردید در هولوکاست
از اقدامات اساسی وی بررسی وجود اتاق‌های گاز در اردوگاه‌های کار اجباری نازی‌ها بود. وی معتقد بود که هیچگونه مدرک یا حتی تصویری از اتاق‌های گاز وجود ندارد، و اثبات وجود اتاق گاز بر اساس گفته‌های شاهدین پایه علمی نداشته و قابل استناد نیست. به گفته فوریسون چون میکروب تیفوس واگیر دارد، سوزاندن اجساد تمامی افراد مقیم در اردوگاه‌ها کاری ضروری بوده و اجساد تمامی مردگان اعم از یهودی و غیر یهودی باید انجام می‌شده‌است؛ که به غلط به آدم سوزی معروف شده‌است.
وی در سال ۲۰۰۶ به دلیل مصاحبه‌ای که در سال ۲۰۰۵ با شبکه سحر ۱ انجام داد، به جرم انکار جنایات هولوکاست، به سه ماه زندان و پرداخت ۷۵۰۰ یورو محکوم شد. او به خاطر بیان عقیده‌اش، بارها از سوی گروه‌های تندروی یهودی مورد آزار و ضرب و شتم قرار گرفت.

## سفر به ایران
وی در کنفرانس «بررسی هولوکاست، چشم‌انداز بین‌المللی» که در آذر ماه ۱۳۸۵ در تهران برگزار شد، شرکت داشت.